# Richard Waller

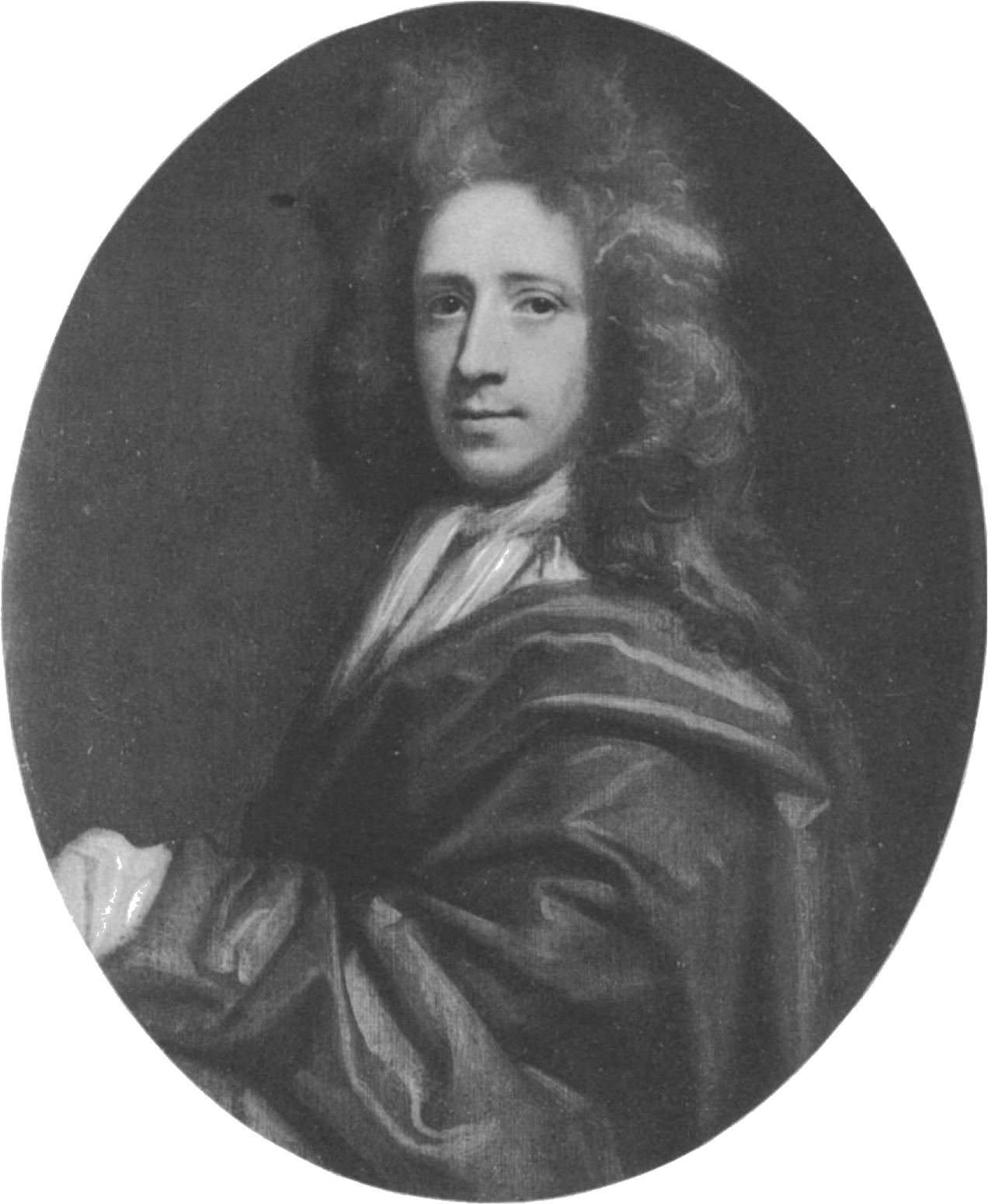
Stich von T. Murray nach einem Gemälde von Godfrey Kneller (1711)

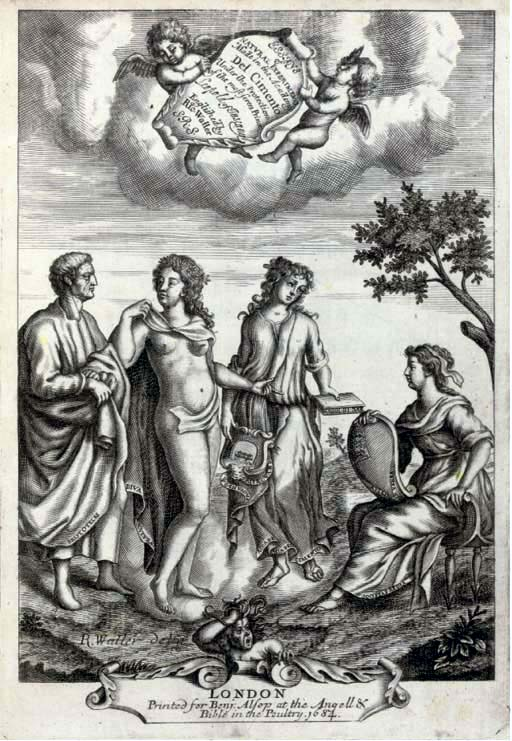
Frontispiz von Essays of Natural Experiments (1684)

Richard Waller (* um 1650; † 1715) war ein englischer Naturforscher, Übersetzer und Illustrator, der lange Zeit für die Royal Society tätig war.

## Leben und Wirken
Über Richard Wallers Herkunft und Ausbildung ist nichts gesichertes bekannt. Seine angenommene Herkunft aus Horsham und ein 1667 angeblich abgelegter Abschluss als Baccalaureus Artium am Christ’s College in Cambridge gehen auf eine Verwechslung mit einer anderen Person gleichen Namens zurück.
Am 27. April 1681 wurde Waller auf Vorschlag von William Croone (1633–1684) als Mitglied in die Royal Society aufgenommen. Von 1687 bis 1709, sowie von 1710 bis 1714 war er ihr Sekretär. 1684 und von  1686 bis 1699 gehörte er ihrem Council an. Von 1691 bis 1693 war Waller Herausgeber der Philosophical Transactions. Für die Philosophical Transactions übersetzte er zahlreiche Beiträge, die der Royal Society aus dem Ausland zugingen.
1682 begann Waller auf Vorschlag von Sir John Hoskins (1634–1705) mit der Übersetzung der 1667 von der Accademia del Cimento veröffentlichten Essay-Sammlung Saggi di naturali esperienze, die zwei Jahre später als Essays of Natural Experiments erschien und die zu den bedeutsamsten frühen Veröffentlichungen der Royal Society zählt. Eine eigentlich ihm übertragene Übersetzung von Claude Perraults Memoirs pour servir a l'histoire naturelle des Animaux (1671–1676) wurde schließlich von seinem Schwager Alexander Pitfield (1658?–1728) durchgeführt und enthielt im Anhang lediglich seine Übersetzung The Measure of the Earth. Für beide Werke entwarf er deren Frontispiz und führte die Gravur der enthaltenen Illustrationen durch. Im Archiv der Royal Society befinden sich einige von ihm geschaffene Pflanzenillustrationen, die möglicherweise für ein Werk von John Ray gedacht waren. 1705 gab Waller einige nachgelassene Schriften von Robert Hooke heraus, die er mit einer biografischen Skizze einleitete.
Richard Waller starb vermutlich in Northaw in der Grafschaft Hertfordshire, seinem langjährigen Wohnsitz. Sein Tod lässt sich auf den Zeitraum zwischen dem 23. Dezember 1714, seiner letzten Teilnahme an einem Treffen der Royal Society, und dem 13. Januar 1715, der Bekanntgabe seines Todes, eingrenzen.

## Schriften
Beiträge in den Philosophical Transactions
- Observations on the Cicindela Volans, or Flying Glow-Worm, with the Figure Thereof Made, and Dsiegned by Richard Waller Esq. F. of the R. S. Band 15, 1685, S. 841–845, doi:10.1098/rstl.1685.0003.
- A Catalogue of Simple and Mixt Colours, with a Specimen of Each Colour Prefixt to Its Proper Name. Band 16, 1686, S. 24–32, doi:10.1098/rstl.1686.0005.
- Some Observations Made on the Spawn of Frogs, and of the Production of Todpoles therein. Band 16, 1686, S. 523–524, doi:10.1098/rstl.1686.0096.
- Observations in the Dissection of a Paroquet. Band 18, 1694, S. 153–157, doi:10.1098/rstl.1694.0031.
- Some Observations Sent from the East-Indies; Being in Answer to Some Queries Sent Thither. Band 20, 1698, S. 273–277, doi:10.1098/rstl.1698.0053.
- Part of a Letter from Richard Waller, Esq; S R. S. to Dr. Hans Sloane, R. S. Secr. concerning Two Deaf Persons, Who can Speak and Understand What is Said to Them by the Motion of the Lips. Band 25, 1706, S. 2468–2469, doi:10.1098/rstl.1706.0060.
- A Description of That Curious Natural Machine, the Wood-Peckers Tongue, etc. Band 29, 1714, S. 509–522, doi:10.1098/rstl.1714.0067.

Als Übersetzer
- Essayes of Natural Experiments made in the Academie del Cimento. Benjamin Alsop, London 1684, (online).
- The Measure of the Earth In: Perrault Claude: Memoir's for a natural history of animals : containing the anatomical descriptions of several creatures dissected by the Royal Academy of Sciences at Paris. 1688, (online).

Als Herausgeber
- The posthumous works of Robert Hooke. London 1705, (online).

## Nachweise
- Luciano Boschiero: Translation, Experimentation and the Spring of the Air: Richard Waller's Essayes of Natural Experiments. In: Notes and Records of the Royal Society of London. Band 64, Nummer 1, 2010, S. 67–83, doi:10.1098/rsnr.2009.0026
- Margaret J. M. Ezell: Richard Waller, SRS: „In the Pursuit of Nature“. In: Notes and Records of the Royal Society of London. Band 38, 1984, S. 215–233, doi:10.1098/rsnr.1984.0013.
- H. G. Lyons: Richard Waller (About 1650 to 1715). In: Notes and Records of the Royal Society of London. Band 3, 1940, S. 92–94, doi:10.1098/rsnr.1940.0010.
- Lotte Mulligan: Waller, Richard (c.1660–1715). In: Oxford Dictionary of National Biography. Oxford University Press, 2004, Online-Ausgabe, Januar 2008, doi:10.1093/ref:odnb/48707, (abgerufen am 13. Februar 2011).